# جسپر گریفن
جسپر گریفن FBA (به انگلیسی: Jasper Griffin، ۲۹ مهٔ ۱۹۳۷ – ۲۲ نوامبر ۲۰۱۹) یک کلاسیکیست و عضو فرهنگستان اهل بریتانیا بود. او از ۱۹۹۲ تا ۲۰۰۴ سخنران عمومی و استاد ادبیات کلاسیک در دانشگاه آکسفورد بود.